# Bartolomeo Barbiani

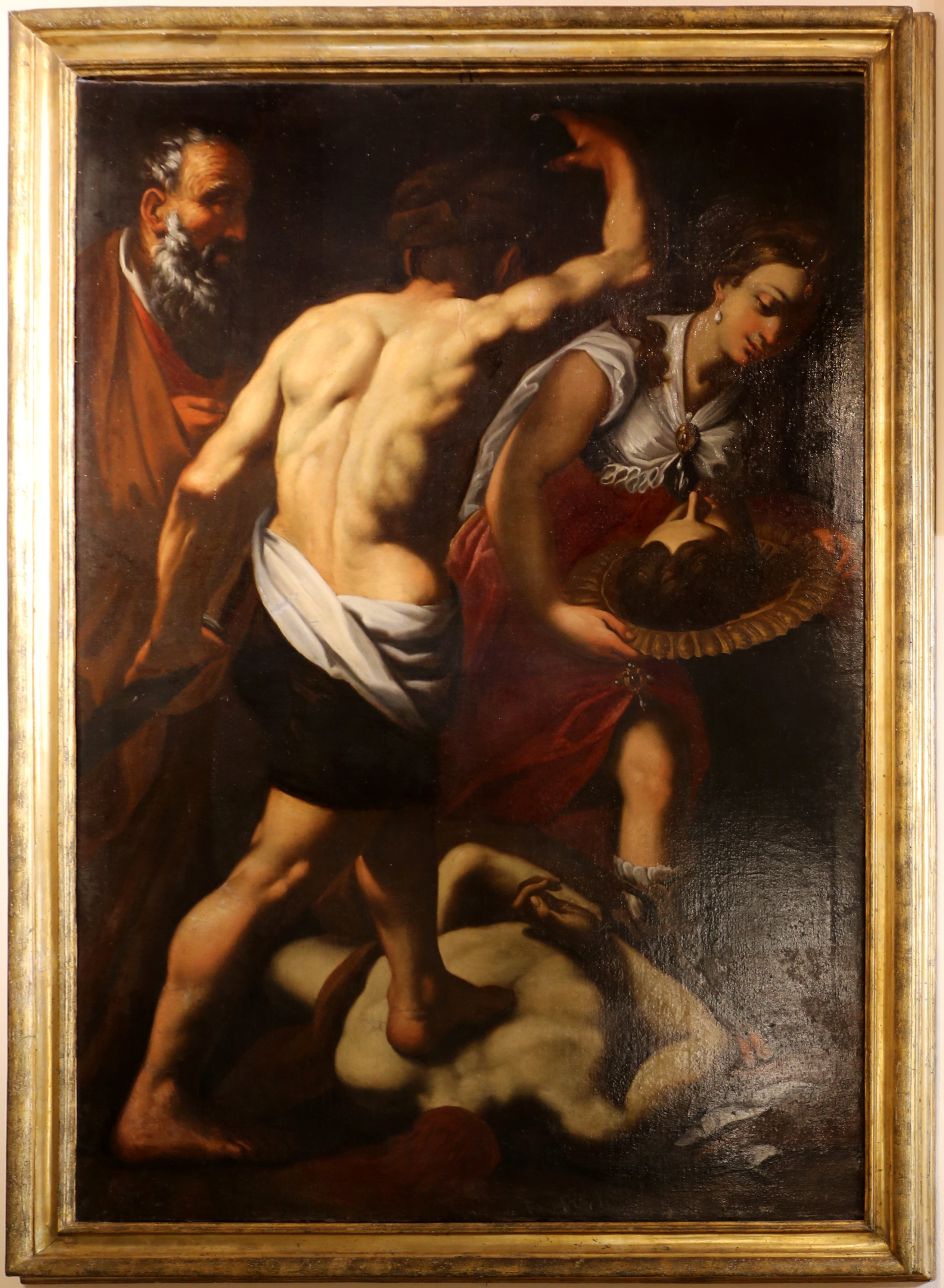
Décapitation de Saint Jean-Baptiste, Museo Civico di Montepulciano.

Bartolomeo Barbiani (né à Montepulciano en 1596 et mort dans la même ville le 16 novembre 1645) est un peintre italien de la période baroque, actif en Ombrie.
Bartolomeo Barbiani est né à Montepulciano et semble avoir peint principalement en Ombrie. Il fut l'élève d'Antonio Circignani (Pomarancio). Il est documenté comme peignant pour les églises suivantes :
- Santa Monica, Amélia (1642)
- San Nicolò, Montecastrilli (1639)
- San Michele, Stroncone (1628)
- Saint Antoine, Todi (1642)
- Saint-Ilario, Todi (1640)
- San Sylvestro, Todi